# آلفونسو پرز
آلفونسو پرز موونوز (به اسپانیایی: Alfonso Pérez Muñoz)، که با نام آلفونسو برای همه شناخته شده‌است، متولد ۲۶ سپتامبر ۱۹۷۲، یک فوتبالیست حرفه ای اسپانیایی است که در پست مهاجم بازی می‌کرد.
آلفونسو در دوران حرفه ای فعالیت در تیم‌های مطرحی همچون رئال مادرید و بارسلونا بازی کرد و با وجود اینکه قدش به ۱۸۰ سانتی‌متر نمی‌رسید، هدهای بسیار خوبی می‌زد. او در ۳۰۷ بازی لالیگا برای سه تیم ظاهر شد و ۸۴ گل به ثمر رساند.
آلفونسو در ۴۰ بازی در سطح بین‌المللی برای اسپانیا خوش درخشید و در یک جام جهانی و دو قهرمانی اروپا هم در تیم ملی اسپانیا ظاهر شد.